# Битоля (1916)
„Битоля“ е български вестник, издаден в Битоля по повод завземането на града от Българската армия по време на България в Първата световна война.
Вестникът излиза в един брой на 6 януари 1916 година. Редактиран е от военните кореспонденти Ненчо Илиев и Иван Радославов. Приходите са в полза на Битолския червен кръст. Сред сътрудниците са Данаил Крапчев, Никола Михов, Георги Баласчев, Ст. Л. Костов, Димитър Гаврийски.